# Drosophila enhydrobia
Drosophila enhydrobia este o specie de muște din genul Drosophila, familia Drosophilidae, descrisă de Bachli și Tsacas în anul 2005.
Este endemică în Tanzania. Conform Catalogue of Life specia Drosophila enhydrobia nu are subspecii cunoscute.